# Hasselt (Velden)
Hasselt is een buurtschap in het dorp Velden, dat sinds 2010 hoort bij de gemeente Venlo, in de Nederlandse provincie Limburg. Bij Hasselt mondt de Latbeek uit in de Maas.
In het dorp werd kort na 1600 een hoogwaterhuis en daarnaast werd rond 1700 de Sint-Annakapel gebouwd.